# Pills 'n' Thrills and Bellyaches
Pills 'n' Thrills and Bellyaches je třetí studiové album anglické skupiny Happy Mondays. Vydáno bylo v listopadu 1990 společností Factory Records a jeho producenty byli Paul Oakenfold a Steve Osborne. Nahrávání probíhalo ve studiu Eden Studios v Londýně. Album bylo velmi pozitivně přijatou kritikou. Obsahuje také dva úspěšné singly: „Step On“ a „Kinky Afro“.

## Seznam skladeb
| Pořadí | Název              | Délka |
| ------ | ------------------ | ----- |
| 1.     | Kinky Afro         | 3:59  |
| 2.     | God's Cop          | 4:58  |
| 3.     | Donovan            | 4:04  |
| 4.     | Grandbag's Funeral | 3:20  |
| 5.     | Loose Fit          | 5:07  |
| 6.     | Dennis and Lois    | 4:24  |
| 7.     | Bob's Yer Uncle    | 5:10  |
| 8.     | Step On            | 5:17  |
| 9.     | Holiday            | 3:28  |
| 10.    | Harmony            | 4:01  |

## Obsazení
- Shaun Ryder – zpěv
- Paul Ryder – baskytara
- Mark Day – kytara
- Paul Davis – klávesy
- Gary Whelan – bicí, programování
- Bez – perkuse
- Rowetta – zpěv
- Tony Castro – perkuse
- Simon Machan – programování